# St. Lucia Airways
St. Lucia Airways war eine auf der Karibikinsel St. Lucia ansässige Fluggesellschaft. Das Unternehmen hat seinen Betrieb im Mai 1987 eingestellt, nachdem bekannt wurde, dass es in die Iran-Contra-Affäre verwickelt war und mit Zustimmung der USA illegale Waffentransporte durchgeführt hatte. In den Anhörungen zur Iran-Contra-Affäre wurde St. Lucia Airways als eine Fluggesellschaft bezeichnet, die sich in Besitz des US-amerikanischen Geheimdiensts CIA befunden hat („CIA proprietary airline“).

## Geschichte

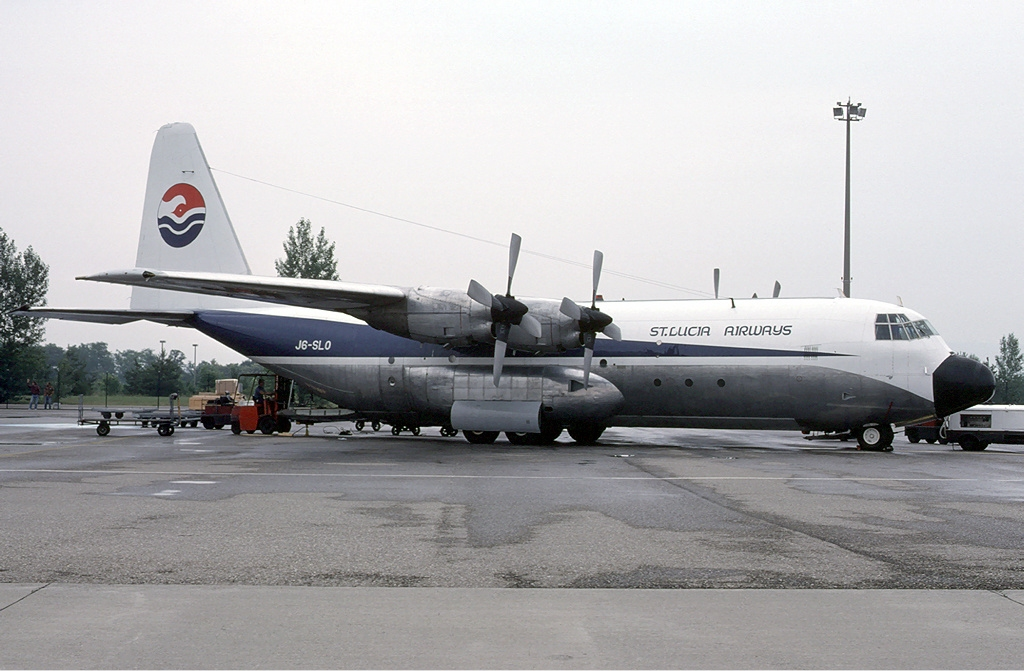
Die Lockheed L-100 Hercules der St.Lucia Airways im Jahr 1985 auf dem Flughafen Basel-Mülhausen

St.Lucia Airways wurde im Jahr 1975 als Regionalfluggesellschaft von Privatinvestoren in Castries gegründet und setzte zunächst je eine Britten-Norman BN-2 Islander und Douglas DC-3 im Pendelverkehr zwischen Castries und dem an der Südküste gelegenen internationalen Flughafen Hewanorra ein. Daneben führte das Unternehmen Flüge zu den Nachbarinseln durch. Im Frühjahr 1980 bestand die Flotte auf einer Cessna 310 und drei Britten-Norman BN-2 Islander.
Anfang der 1980er-Jahre ging die Gesellschaft in den Besitz der Anwältin Allison Lindo über. Gleichzeitig übernahm der in Miami lebende deutsche Staatsbürger Dietrich Reinhardt die Unternehmensleitung. Dieser besaß Kontakte zum US-amerikanischen Geheimdienst CIA sowie zur angolanischen Bürgerkriegspartei UNITA. Die UNITA wurde von den USA unterstützt und von der CIA unter Umgehung der UN-Sanktionen über den Nachbarstaat Zaire mit Waffen und Rüstungsgütern beliefert. Im Jahr 1982 stellte St.Lucia Airways ihr erstes Frachtflugzeug des Typs Boeing 707 in Dienst. Die Maschine hatte sie von der US-amerikanischen Air Consulting (einem Scheinunternehmen der CIA) für internationale Auftragsflüge gemietet.
Im Jahr 1984 erwarb der in St. Lucia ansässige Anwalt Michael Gordon die Gesellschaft; Reinhardt blieb danach weiter als Geschäftsführer tätig. Das Unternehmen übernahm im selben Jahr eine zweite Boeing 707-300C sowie eine Lockheed L-100 Hercules. Die Maschinen kamen unter anderem für die CIA auf Charterflügen zwischen der Lackland Air Force Base in San Antonio (Texas) und dem in Zaire gelegenen Militärstützpunkt Kamina zum Einsatz, wobei die Flugzeuge auf dem Hewanorra International Airport in St. Lucia und dem Praia International Airport in Kap Verde nachbetankt wurden. Nachdem die kapverdische Regierung dem Unternehmen die Landerechte entzogen hatte, richtete St. Lucia Airways eine Basis auf dem Flughafen Ostende (Belgien) ein, über den weiterhin Waffenlieferungen nach Zaire erfolgten. Die Gesellschaft führte daneben auch reguläre Frachttransporte im Sub-Charter für die belgische Fluggesellschaft Sabena durch.
Im Juli und August 1985 beförderte St. Lucia Airways erstmals Rüstungsgüter mit Zustimmung der USA von Lille (Frankreich) in den Iran. Die illegalen Transporte wurden von dem in Malmö lebenden Händler Karl-Erik Schmitz organisiert, der das Material von belgischen, dänischen und schwedischen Unternehmen erworben hatte. Ab dem 23. November 1985 flog das Unternehmen Flugabwehrraketen des Typs Hawk, die aus US-Beständen stammten, von Ostende nach Tel Aviv (Israel), von wo aus die Waffensysteme mit geleasten Flugzeugen in den Iran weiterbefördert wurden. Im Jahr 1986 transportierte St. Lucia Airways für den Iran bestimmte Panzerabwehrlenkwaffen des Typs BGM-71 TOW von Ostende nach Israel.
Nach Bekanntwerden der Iran-Contra-Affäre leitete die Regierung St. Lucias eine Untersuchung ein, um die Verwicklung des Unternehmens in den illegalen Geschäften zu prüfen und der Gesellschaft im Fall eines Nachweises das Air Operator Certificate zu entziehen. Vor Abschluss der Untersuchungen stellte St. Lucia Airways ihren Betrieb im Mai 1987 ein. Die Waffentransporte nach Zaire wurden im Anschluss von der US-amerikanischen Fluggesellschaft Tepper Aviation fortgeführt, an deren Leitung Dietrich Reinhardt ebenfalls beteiligt war.

## Flotte

### Flotte bei Betriebseinstellung
Zum Zeitpunkt der Betriebseinstellung bestand die Flotte der Gesellschaft aus:
- 3 Boeing 707
- 2 Britten-Norman BN-2 Islander
- 2 de Havilland Canada DHC-6 Twin Otter
- 1 Lockheed L-100 Hercules

### Zuvor eingesetzte Flugzeuge
- Cessna 310
- De Havilland DH.114 Heron (das abgestellte Flugzeug wurde 1980 im Hurrikan Allen zerstört)[14]
- Douglas DC-3